# Ruellia breedlovei
Ruellia breedlovei är en akantusväxtart som beskrevs av T.F. Daniel. Ruellia breedlovei ingår i släktet Ruellia och familjen akantusväxter. Inga underarter finns listade i Catalogue of Life.